# Tetramorium capillosum
Tetramorium capillosum är en myrart som beskrevs av Bolton 1980. Tetramorium capillosum ingår i släktet Tetramorium och familjen myror. Inga underarter finns listade i Catalogue of Life.